# Half Hollow Hills Central School District
Half Hollow Hills Central School District är ett skoldistrikt i Dix Hills och Melville, New York. Totalt ingår elva skolor i distriktet och skolchef är 2010 Dr. Sheldon Karnilow.

## Skolor[1]

### High Schools (9-12)
- High School East ("Hills East" or "HSE"),
- High School West ("Hills West" or "HSW")

### Middle Schools (6-8)
- Candlewood Middle School,
- West Hollow Middle School

### Elementary Schools (K-5)
- Chestnut Hill Elementary School,
- Forest Park Elementary School,
- Otsego Elementary School,
- Paumanok Elementary School,
- Signal Hill Elementary School,
- Sunquam Elementary School,
- Vanderbilt Elementary School

## Kända före detta elever
- Skådespelaren Ralph Macchio (Class of ’79) of The Karate Kid film series
- Vinnie Deceglie, dragracing
- Skådespelaren Dina Meyer
- Regissören Todd Phillips
- TV-värden Lynn Aliya
- Skådespelaren  Brian Bloom
- Kim Sozzi, popartist
- Julie "Hesta Prynn" Potash, Robyn "Sprout" Goodmark och Correne Spero från raptrion Northern State
- NFL-spelaren Melvin Fowler
- NFL-spelaren Stephen Bowen
- Brottaren Mark LoMonaco
- Brottaren Alex Rizzo
- Basketcoachen James Jones
- Basketcoachen Joe Jones
- Lacrosse-stjärnan Raymond Enners